# ジョン・ウィリアム・カシリア
ジョン・ウィリアム・カシリア（John William Casilear、1811年6月25日 - 1893年8月17日）はアメリカ合衆国の風景画家である。「ハドソン・リバー派」の画家の一人に数えられる。

## 略歴
ニューヨークで生まれた。1820年代にニューヨークの有名な商業版画家の見習いとなり、版画家として働くようになり、同じ版画家として働いていたアッシャー・ブラウン・デュランド(1796-1886)と友人となった。1832年に弟のジョージと共同でニューヨークに商業版画印刷のスタジオを開いた。1830年代の半ばになって、風景画家のトマス・コールと知り合ったことによって風景画を描くことに興味を持ち、友人のデュランドも風景画を描くようになった。1840年にデュランドとジョン・フレデリック・ケンセット、トーマス・ロシターとヨーロッパに渡り、各地の風景画を描き、美術館を巡って絵画を学んだ。
帰国後も風景画を描き1850年代の半ばに版画家の仕事を辞め、風景画に専念するようになった。1833年にナショナル・アカデミー・オブ・デザインの準会員になっていたが、1851年に正会員に選ばれた。アカデミーの展覧会には50年間以上に渡って出展した。
ニューヨーク州のサラトガ・スプリングズで没した。作品はニューヨークのメトロポリタン美術館やワシントンのナショナル・ギャラリー やフィラデルフィアのウッドメア美術館(Woodmere Art Museum)に収蔵されている。

## 作品

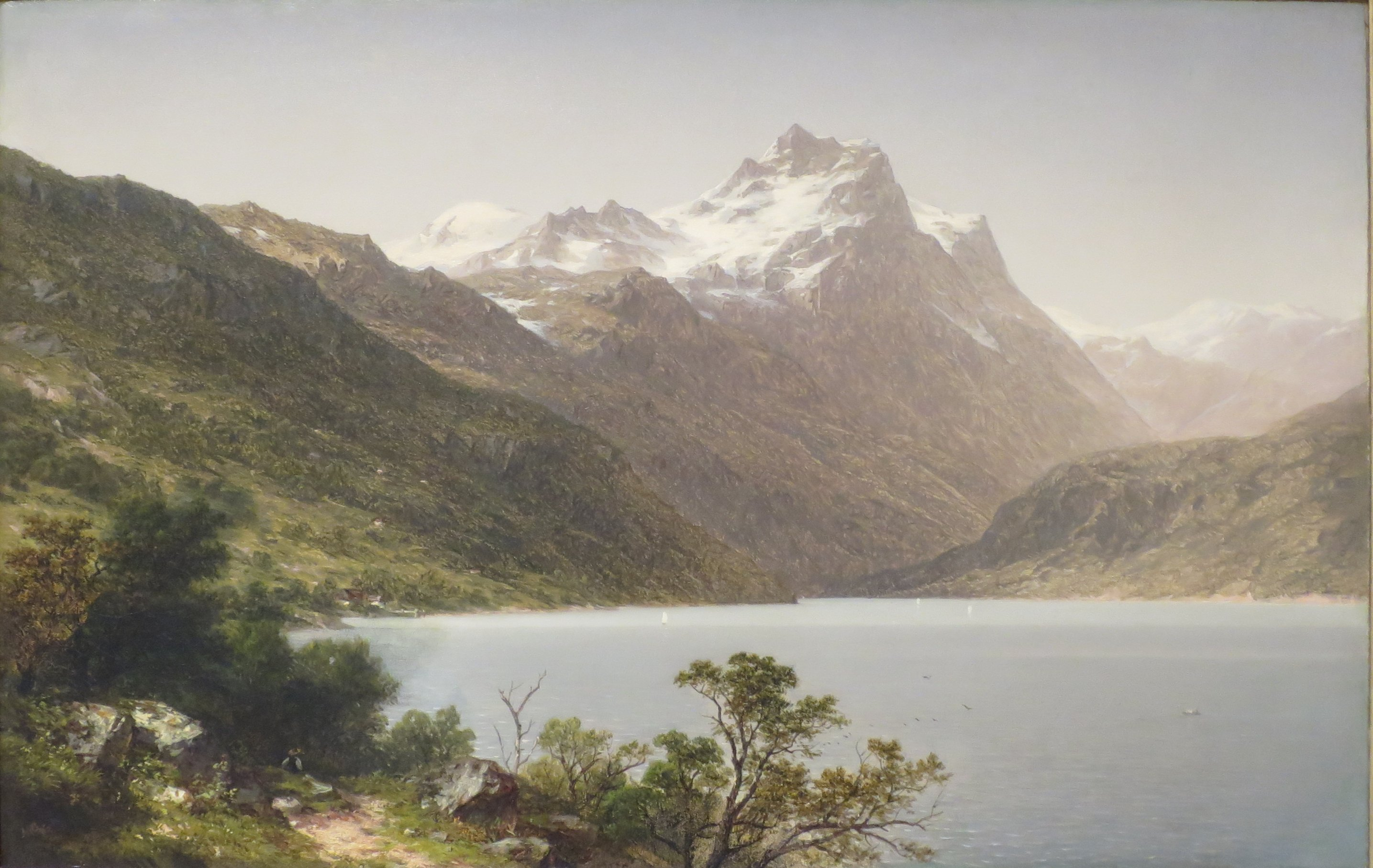
Alpine Lake (1860)
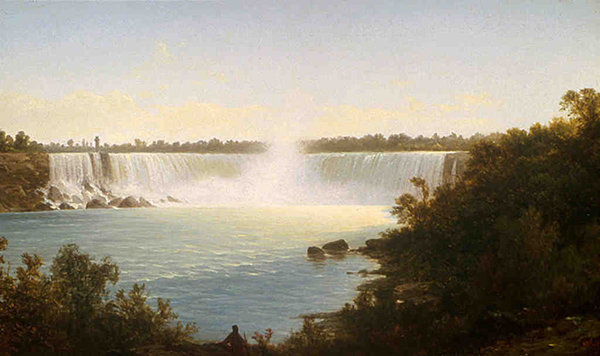
「ナイアガラの滝」 (1872)
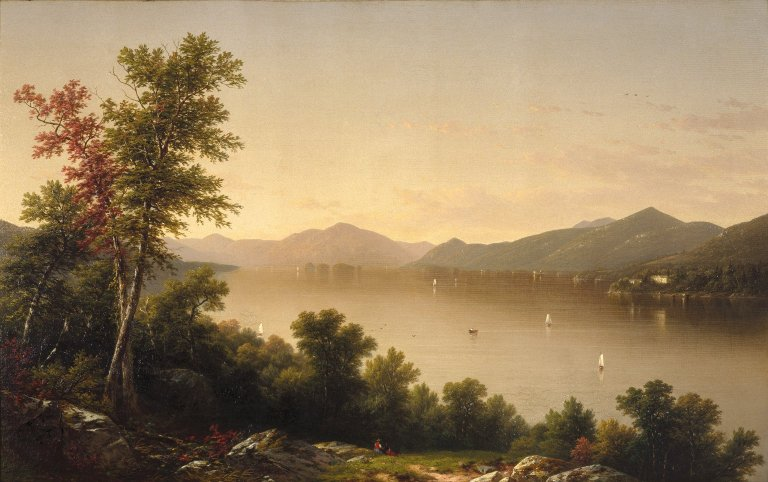
「ジョージ湖 」(c.1857)